# Walther-Schreiber-Platz (métro de Berlin)
Walther-Schreiber-Platz est une station de la ligne 9 du métro de Berlin à la frontière du quartier de Friedenau dans l'arrondissement de Tempelhof-Schöneberg avec le quartier de Steglitz dans l'arrondissement de Steglitz-Zehlendorf. La station est construite de 1967 à 1969 en dessous de la place du même nom donnant sur la Bundesallee (de). À proximité se trouvent le Schloss-Straßen-Center et le Forum Steglitz. La station est ouverte le 29 janvier 1971 et est jusqu'en septembre 1974 le terminus de la ligne 9.

## Histoire
La station est conçue comme une correspondance en forme de V entre la ligne 9 et la ligne 10 (de) alors en conception. La station de la ligne 10 ne sera finalement pas construite.
La station est conçue par Rainer G. Rümmler, qui a dessiné la plupart des nouvelles stations de métro. Il dessine une station typique des années 1970 avec une plate-forme de 9 m de large et 110 m de long et une rangée de colonnes. Les murs sont recouverts avec des plaques bleues d'amiante-ciment et les piliers avec de l'aluminium gris. La station ressemble ainsi aux stations Eisenacher Straße et Bayerischer Platz de la ligne 7. Le sol recouvert par de l'asphalte est remplacé en 2009 par un carrelage de granit gris clair comprenant une surface podotactile. Les deux étages d'accès sont carrelés jaune-vert. La sortie au sud est reconstruite lors de l'élévation du Schloss-Straßen-Center pour donner un accès direct au centre commercial.

## Correspondances
La station de métro est en correspondance avec de nombreuses lignes de bus.